# Брутто (рэпер)
Тиму́р Бори́сович Одилбе́ков (азерб. Timur Boris oğlu Odilbekov; род. 19 мая 1984, Баку, Азербайджанская ССР, СССР), более известный под псевдонимом Бру́тто — российский рэпер, автор песен, участник группы Каспийский груз.

## Биография
Родился 19 мая 1984 года в Баку. По национальности — русский. Отец вскоре ушёл из семьи, Одилбекова вместе с младшим братом воспитывала мать.
В начальных классах школы Одилбеков познакомился с Анаром Зейналовым (в будущем — ВесЪ). После школы Одилбеков получил инженерное образование, однако по профессии не работал. До начала музыкальной карьеры занимал пост директора в сети аутлет-магазинов. Первые шаги в музыке Одилбеков и Зейналов сделали в начале 2000-х годов. Однако в те годы материалы не записывались и не выпускались по причине трудного времени для записи качественных песен.
Дебютный альбом «Каспийского груза» получил название «Рингтоны для зоны», был выпущен в 2013 году. Одилбеков занимается также собственным творчеством, выпускает треки под псевдонимом Брутто.

## Дискография

### Участия в группе «Каспийский груз»
- 2013 — «Рингтоны для зоны»
- 2014 — «Пиджакикостюмы»
- 2014 — «Треникиспортивки»
- 2015 — «Сторона А, Сторона Б»
- 2016 — «Гиблое дело №»
- 2016 — «The Брутто»
- 2016 — «The ВесЪ»
- 2016 — «Троица»
- 2017 — «Саундтрек к так и не снятому фильму»
- 2023 — «Осторожно окрашено»

### Сольные альбомы
- 2019 — «ГАДДЕМ»[15][4]
- 2021 — «ГАДДЕМ 2»[16][17]
- 2025 —  «Метис» [18]

## Рецензии
В 2019 году был выпущен альбом Брутто — «Гаддем».
Альбом группы «Каспийский Груз» был разделён на две части: the Брутто" / «the ВесЪ».
Здесь все сделано со знанием и пониманием матчасти: песни здорово пропеваются и качают, хуки заседают в голове надолго, а биты звучат очень фирмово: можно посмотреть в кредитсы альбома и удивиться тому, что большинство из них Брутто написал сам, а не отдал на аутсорсинг. О его способности двумя строчками полностью раскрыть своего персонажа говорить не буду — иначе возникнет соблазн исписать цитатами половину текста, но после строчки про Эгейское море вопрос лучшего панчлайна года для меня уже не актуален.
Ему в равной степени удается все: и песня, от которой встрепенутся девочки (“Guantanamera”), и ловкий сторителлинг (“Мани-мани” — хотя тут, справедливости ради, заслуга их идеальной с ВесЪ’ом химии), и нагружающий сабвуферы мрачный атлантский саунд (“Чуб ICE”), и блатная романтика (“По ресторанам”), и трогательная история о самом грустном свидании (“Стрелки”). Мы часто пробуем навесить на самых разных артистов титул побратима кого-то из американских рэперов (“Yanix — русский Tyga”, “ЛСП — отечественный Future” и так далее), их это предсказуемо бесит. На Брутто ничего такого не навесишь. Потому что в его песнях Travi$ Scott, Drake и другие встречаются с Кругом и Набиевым — и говорят с ними пусть не на одном языке, но уж точно как равные с равными.

“the Брутто” — это атлантский стрип-бар во владимирском централе; Трэвис Скотт с певцом Русланом Набиевым за накрытой в ресторане поляной; молли, запитая стопарем водки — короче, та чудесная вселенная, которую когда-то пытался изобразить юмористический паблик Nigga Facts, только и без тени юмора. Наоборот — сильнее всего здесь привлекает крайне серьезный подход к делу.